# Innstadt
Die Innstadt ist ein Stadtteil der Universitätsstadt Passau im bayerischen Regierungsbezirk Niederbayern mit 6081 Einwohnern (Stand: 2005). Als einziger Stadtteil Passaus liegt die Innstadt rechts des Inns, der ansonsten ab der Salzachmündung bei Haiming die Grenze zu Österreich darstellt.

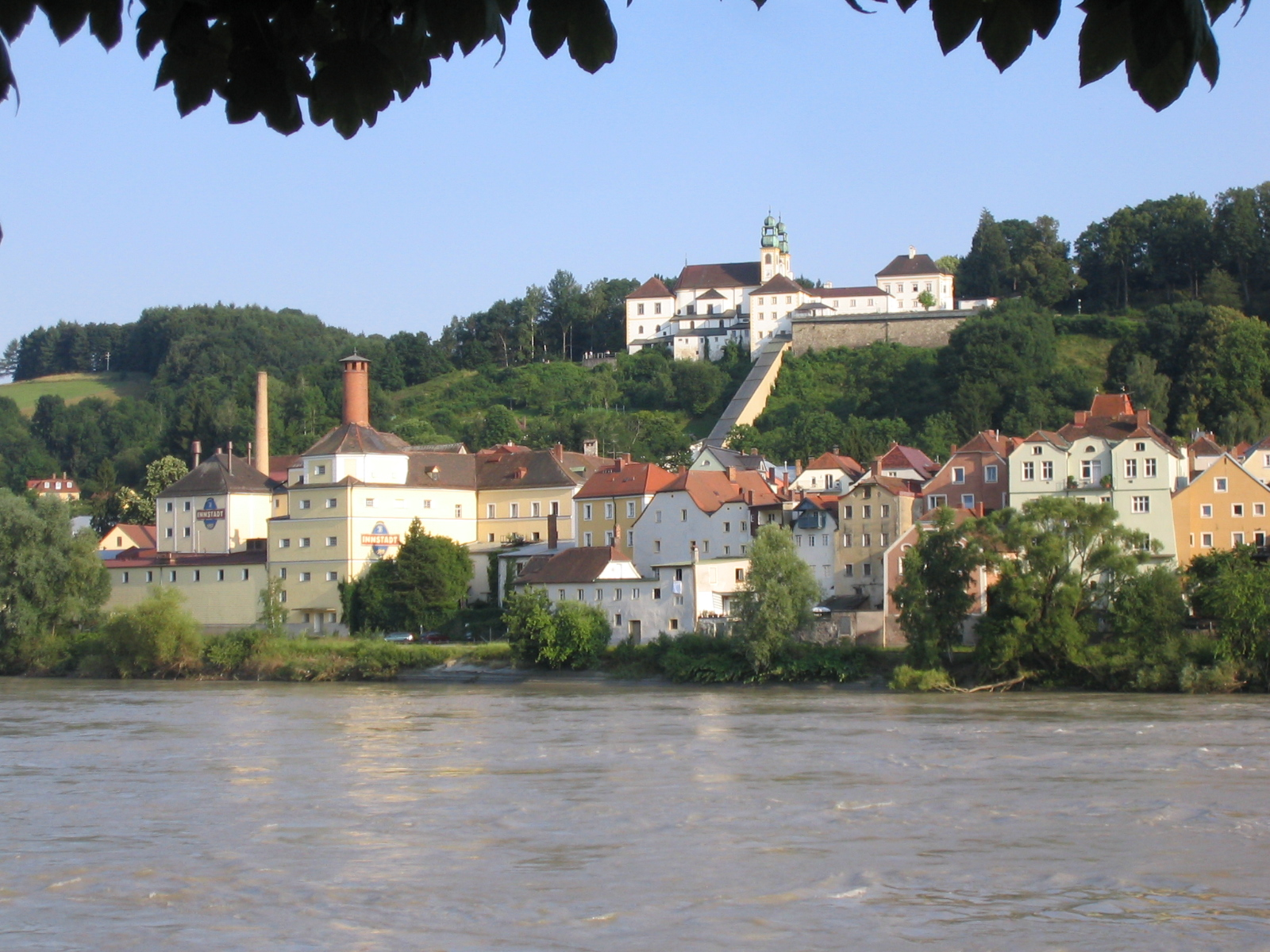
Blick vom linken Ufer des Inns auf die Innstadt

Schemazeichnung der Passauer Stadtteile, die Innstadt ist blau hervorgehoben

## Lage
Die Innstadt wird begrenzt durch den Inn und die Staatsgrenze zu Österreich. Der nördlichste Grenzpunkt liegt auf dem Kräutelstein. Als einziger Passauer Stadtteil befindet sie sich auf der rechten Seite des Inn. Mit den anderen Stadtteilen ist sie über die Marienbrücke, den Innsteg (Fußgängerbrücke), sowie der Kaiserin-Elisabeth-Brücke und die Kräutlsteinbrücke (Eisenbahnbrücken) verbunden.

## Geschichte

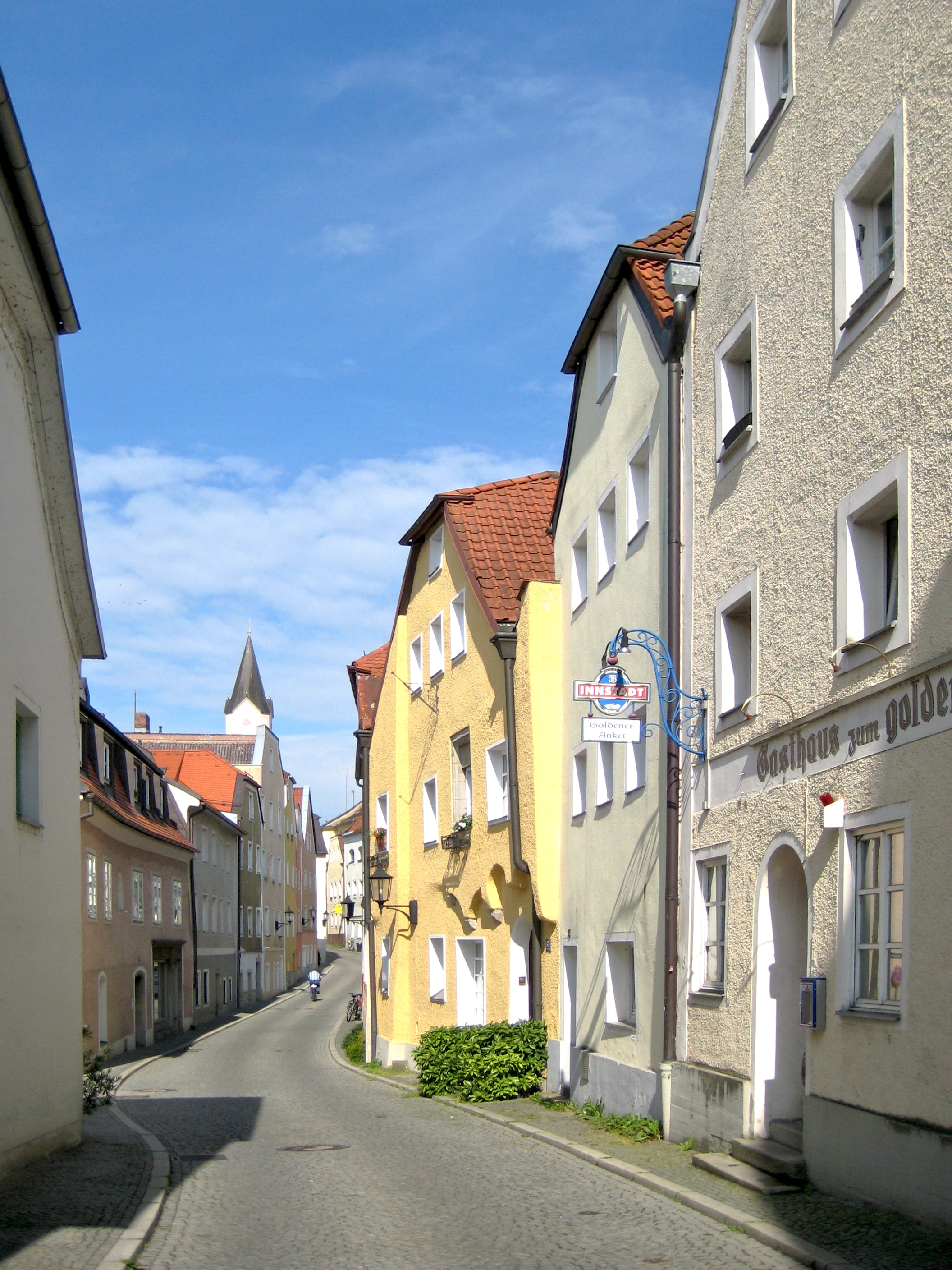
Die Lederergasse in der Innstadt

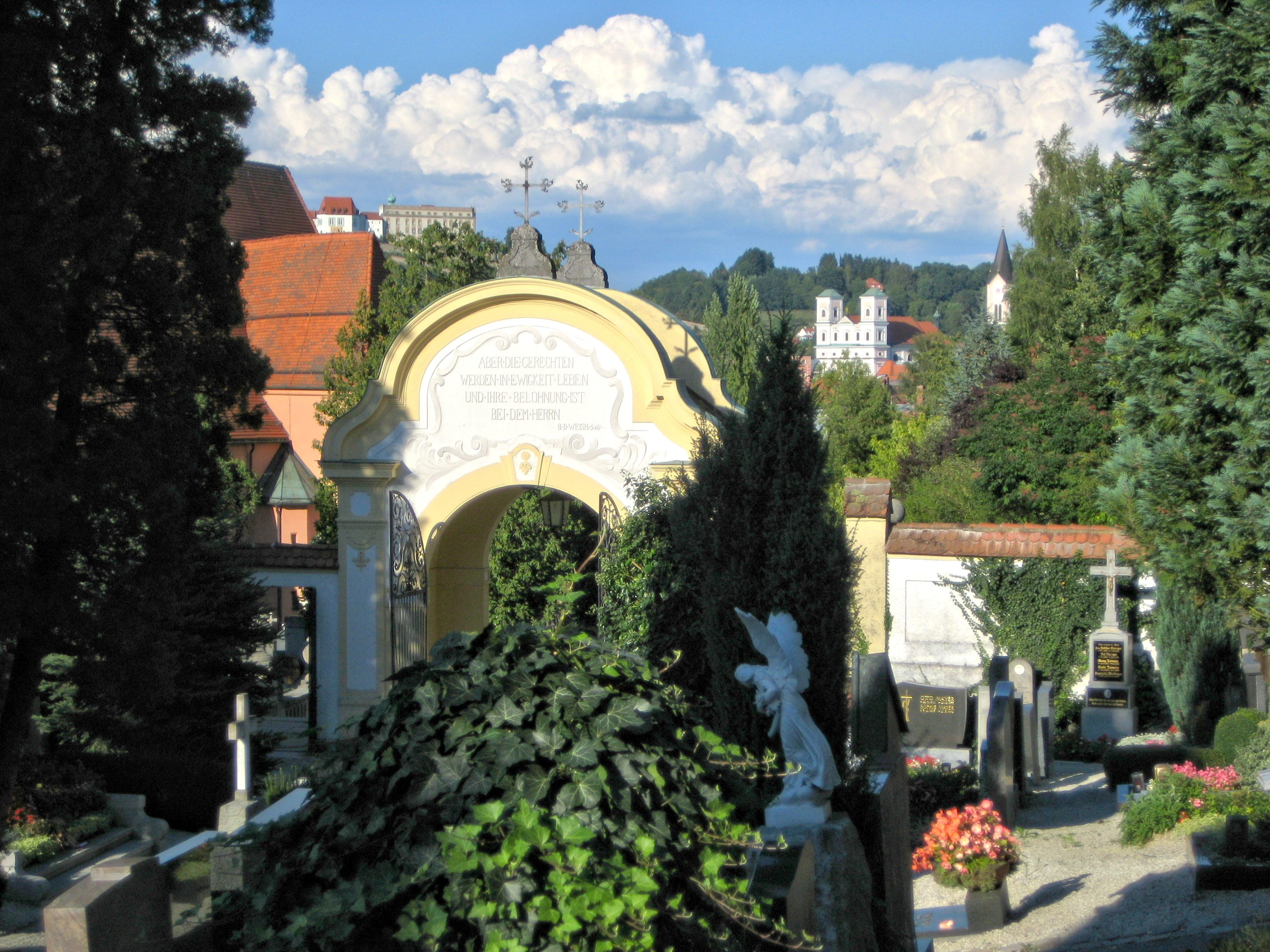
Das Portal des Innstadtfriedhofs, einem der ältesten Friedhöfe im deutschen Kulturraum

Der ursprüngliche Siedlungskern wurde um das Jahr 270 n. Chr. von den Römern errichtet. Sie bauten das Kastell Boiotro in den Bereich der heutigen Lederergasse. Ab 450 n. Chr. wirkte der heilige Severin in der Innstadt. Er gründete in der Umgebung des Kastells eines der ersten Klöster in Bayern. Die wahrscheinlich daraus hervorgegangene Kirche St. Severin ist die älteste im Mauerwerk erhaltene Kirche Passaus und war bis 1787 Sitz der Pfarrei Passau-Innstadt. Anfang des 12. Jahrhunderts wurde die zeitweise zum St. Ägidien-Spital gehörende Spitalskirche St. Gertraud am heutigen Kirchplatz gebaut. Die Befestigungsanlagen, zu denen auch das Severinstor gehörte, wurden 1408 bis 1414 errichtet. Ab etwa 1500 entwickelten sich, bedingt durch die Auslagerung bestimmter Risikoberufe aus der Altstadt, erste Gewerbezentren. So siedelten sich Schmiede, Lederer und Rotgerber in dem Gebiet der heutigen Lederergasse und der Löwengrube an. In den Jahren 1624 bis 1627 wurde die Wallfahrtskirche Mariahilf errichtet, die bis heute ein wichtiger Anziehungspunkt für Touristen ist. Am 27. April 1662 wurde ein großer Teil der Gebäude durch ein Feuer vernichtet. Sowohl Mariahilf als auch St. Gertraud konnten nicht vor den Flammen geschützt werden. 1787 wurde der Sitz der Innstadtpfarrei von St. Severin  nach St. Gertraud verlegt, seit 1968 ist St. Gertraud auch offiziell Pfarrkirche. Die Pfarrei Passau-Innstadt behielt jedoch weiterhin das Patronat St. Severin. Die heutige Prägung erhielt die Innstadt erst nach dem Großbrand Passaus im Jahre 1809.
Mit dem Frieden von Teschen 1779 kamen die östlich des Inn gelegenen Gebiete des Kurfürstentums Bayern, die bis dahin „Innbaiern“ geheißen hatten, als „Innviertel“ zu Österreich. Dies hatte auch Auswirkungen auf die Passauer Innstadt, da sich dadurch die politische Zugehörigkeit des unmittelbar an die Innstadt angrenzenden Umlandes änderte. 

### Die Gemeinde Beiderwies
1816 wurde die Gemeinde Beiderwies errichtet, deren Name auf das Kastell Boiotro zurückgeht. Sie umfasste das gesamte Gebiet außerhalb der Stadtmauern rechts des Inn, das 1803 zu Bayern kam und zog sich wie ein breiter Gürtel um die ursprüngliche, zu Passau gehörige Innstadt. Sowohl die damalige Pfarrkirche St. Severin, das St. Ägidien-Spital als auch die Wallfahrtskirche Mariahilf gehörten zu Beiderwies, während St. Gertraud auf Passauer Gebiet lag.
Bereits 1818 schnitt man das Mühltal aus Beiderwies heraus und gliederte es in die Stadt Passau ein. 1897 stellten einzelne Bürger den Antrag auf Eingemeindung nach Passau. Stattdessen wurde vom Bezirksamt die Eingliederung der Gesamtgemeinde zur Abstimmung vorgelegt. Die Abstimmung vom 8. Juli 1898 ergab 25 Pro- und 25 Kontrastimmen, womit der Antrag abgelehnt war. 1912 wurde die Freiwillige Feuerwehr Beiderwies gegründet.
Am 28. März 1922 legte der Passauer Bürgermeister Carl Sittler dem Gemeinderat von Beiderwies ein Gutachten vor, das auf die engen Verflechtungen zwischen Beiderwies und Passau verwies. Am 21. Mai 1922 fand die nach dem Gesetz erforderliche Volksabstimmung über eine Eingemeindung von Beiderwies nach Passau statt. 379 Gemeindemitglieder befürworteten die Angliederung, 127 waren dagegen. Am 1. Juli 1923 kam die Gemeinde Beiderwies, die zuletzt 1860 Mitglieder zählte, zur Stadt Passau.
Der Name der Gemeinde Beiderwies wurde nach dem gleichnamigen Ortsteil im Bereich Lindental, Kühberg, Voglau und Am Severinstor benannt.
Der Wortstamm Beider geht auf die keltische Ortsbezeichnung Boiodurum, später Boiotro bzw. das gleichnamige römische Grenzkastell zurück, was sich später über Peiter und Peichter zu Beider weiterentwickelt hat.
Beiderwies ist als Ortsbezeichnung im Sprachgebrauch heute unüblich.
Der Bach, der das Lindental durchfließt und zwischen Innsteg und Severinstor in den Inn mündet, heißt noch heute Beiderbach.

## Innstadt-Brauerei

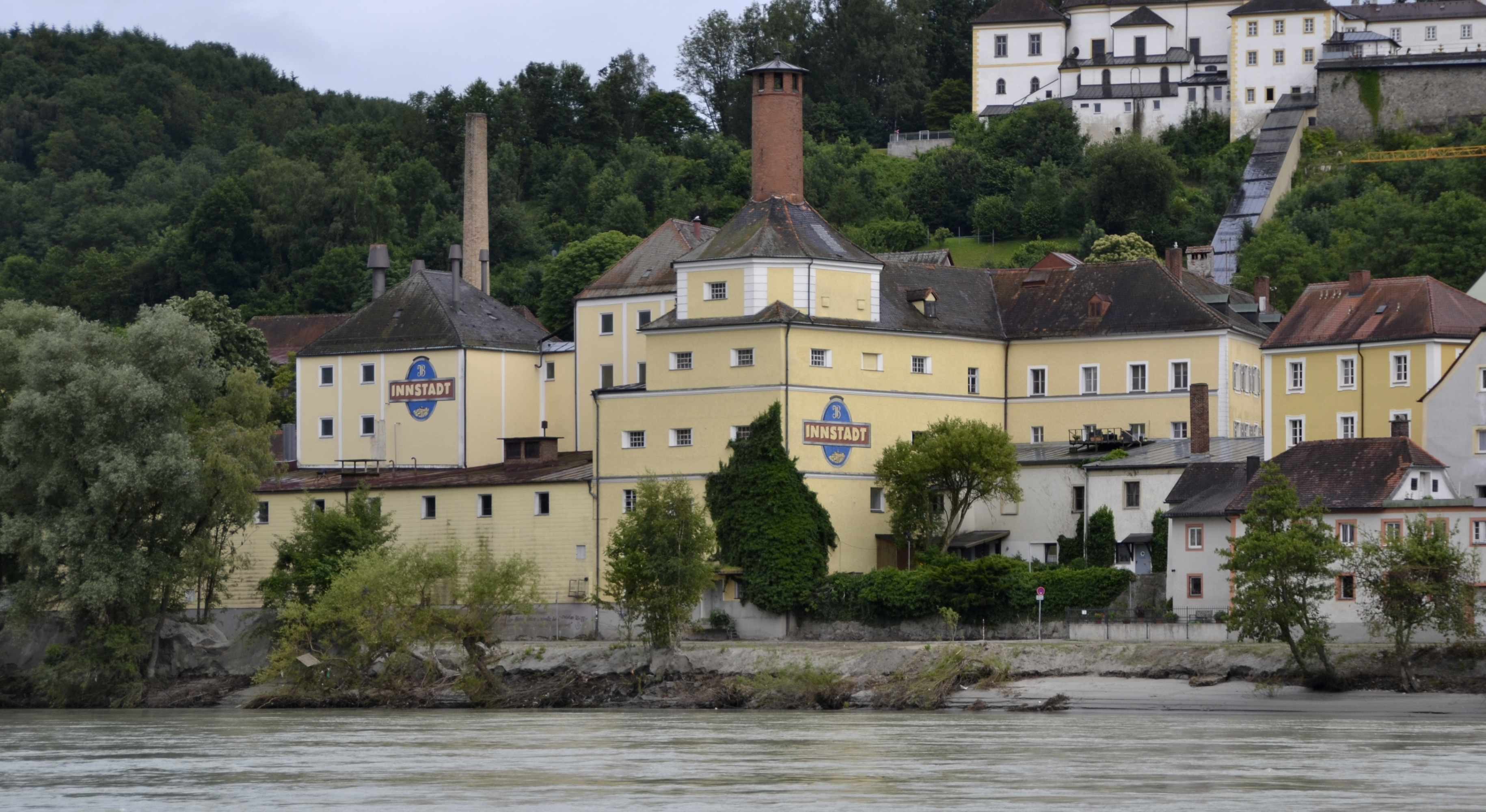
Die Innstadt-Brauerei

Die Innstadt Brauerei Bierspezialitäten GmbH war bis 2013 mit ihren 60 Mitarbeitern und einem Jahresumsatz von 8,1 Millionen Euro ein wichtiger Wirtschaftsfaktor im Stadtteil. Die Marke Innstadt wurde 2012 in einer gemeinsamen geplanten strategischen Zielsetzung von dem regionalen Marktführer Brauerei Hacklberg übernommen.
Die Innstadt Bierspezialitäten werden weiterhin wie bisher als Marke Innstadt in den Originalrezepturen bei Hacklberg produziert und vertrieben. Des Weiteren befinden sich insbesondere in der Lederergasse und der Löwengrube viele Kneipen und Bars, die sich bei Studenten großer Beliebtheit erfreuen. 2015 wurde ein Teil des Brauereigebäudes abgerissen und bis Ende 2018 mit einer Wohnanlage neu bebaut.

## Verkehr
Durch die Innstadt führen mit der Staatsstraße 2625 in Richtung Mariahilf und der Staatsstraße 2125 in Richtung Achleiten zwei wichtige Straßenverbindungen nach Österreich. Beide treffen sich an der Marienbrücke. Aufgrund von Tanktourismus ist die Verkehrsbelastung durch Straßenverkehr in der Innstadt hoch.
Weiters führen zwei Eisenbahnlinien durch den Stadtteil: Die Bahnstrecke Wels–Passau führt circa zwei Kilometer durch die Innstadt (keine Haltestelle im Stadtteil).
Von dieser zweigt in der Spitzkehre Voglau die Bahnstrecke Passau-Voglau–Hauzenberg ab. Diese hat mit Passau-Innstadt (derzeit aufgelassen) und Passau-Rosenau zwei Bahnhöfe in der Innstadt. Die Strecke wurde von der DB Netz 2014 an die Bayerische Regionaleisenbahn verkauft. Nach intensiven Bemühungen und Investitionen konnte die Strecke unter dem Markennamen „Granitbahn“ 2020 reaktiviert werden.

## Innstädter Faschingsfreunde
Die Innstädter Faschingsfreunde wurden 1987 gegründet und gestalten jährlich mehrere Faschingsveranstaltungen. Der jährliche Gaudiwurm am Faschingsdienstag ist dabei die größste Veranstaltung und seit einigen Jahren der einzige Faschingsumzug in Passau.